# Lapeyrouse (Puy-de-Dôme)
Lapeyrouse – miejscowość i gmina we Francji, w regionie Owernia-Rodan-Alpy, w departamencie Puy-de-Dôme.
Według danych na rok 1990 gminę zamieszkiwało 575 osób, a gęstość zaludnienia wynosiła 16 osób/km² (wśród 1310 gmin Owernii Lapeyrouse plasuje się na 366. miejscu pod względem liczby ludności, natomiast pod względem powierzchni na miejscu 127.).